# Nationaal park Tijuca
Nationaal park Tijuca is een natuurpark in de Braziliaanse stad Rio de Janeiro. Het park werd in 1961 opgericht en heeft een oppervlakte van 3 958,47 hectare. Het omvat het Floresta da Tijuca en de bergen Pedra da Gávea, Corcovado en Pico da Tijuca (met 1022 meter het hoogste punt van het park). Het beheer van het park is in handen van het Instituto Chico Mendes de Conservação da Biodiversidade (ICMBio). 

## Geschiedenis
In 1760 werd Coffea arabica in de stad Rio de Janeiro geïntroduceerd. Eind achttiende eeuw werd op het grondgebied van het natuurpark koffie geteeld. Doordat er later bodemerosie ontstond gaf keizer Peter II van Brazilië in 1860 opdracht om het gebied te herbossen met inheemse boomsoorten. Ongeveer één eeuw later werd het gebied in 1961, bij presidentieel decreet nr. 50.932, uitgeroepen tot nationaal park onder de naam Parque Nacional do Rio de Janeiro (= National park Rio de Janeiro). Met dit decreet werden verschillende delen (Floresta da Tijuca, Paineiras, Corcovado, Pedra da Gávea, Trapicheiro, Andaraí, Três Rios en Covanca, Maciço da Tijuca) samengevoegd tot één beschermd gebied. In 1967 werd, bij presidentieel decreet nr. 60.183, de naam van het nationaal park officieel gewijzigd in Parque Nacional da Tijuca (PNT). Vier en twintig jaar later kreeg het nationaal park van UNESCO de status van biosfeerreservaat.
Abrolhos · 
Amazônia · 
Aparados da Serra · 
Araguaia · 
Araucárias · 
Boa Nova · 
Brasília · 
Cabo Orange · 
Campos Amazônicos · 
Campos Gerais · 
Caparaó · 
Catimbau · 
Cavernas do Peruaçu · 
Chapada das Mesas · 
Chapada Diamantina · 
Chapada dos Guimarães · 
Chapada dos Veadeiros · 
Descobrimento · 
Emas · 
Fernando de Noronha · 
Grande Sertão Veredas · 
Iguaçu · 
Ilha Grande · 
Itatiaia · 
Jamanxim · 
Jaú · 
Jericoacoara · 
Juruena · 
Lagoa do Peixe · 
Lençóis Maranhenses · 
Montanhas do Tumucumaque · 
Monte Pascoal · 
Monte Roraima · 
Nascentes do Rio Parnaíba · 
Pacaás Novos · 
Pantanal Matogrossense · 
Pau Brasil · 
Pico da Neblina · 
Pontões Capixabas · 
Restinga de Jurubatiba · 
Rio Novo · 
Saint-Hilaire/Lange · 
São Joaquim · 
Sempre Vivas · 
Serra da Bocaina · 
Serra da Bodoquena · 
Serra da Canastra · 
Serra da Capivara · 
Serra da Cutia · 
Serra da Mocidade · 
Serra das Confusões · 
Serra de Itabaiana · 
Serra do Cipó · 
Serra do Divisor · 
Serra do Itajaí · 
Serra do Pardo · 
Serra dos Órgãos · 
Serra Geral · 
Sete Cidades · 
Superagüi · 
Tijuca · 
Ubajara · 
Viruá